# Protestos no Irã em 2017–2018
Os Protestos no Irã (português brasileiro) ou Irão (português europeu) em 2017–2018 referem-se a uma série de protestos públicos ocorridos em várias cidades em todo o Irã começando em 28 de dezembro de 2017 e continuando em 2018. O primeiro protesto ocorreu em Mexed, a segunda maior cidade do Irã em população, inicialmente focado nas políticas econômicas do governo do país; no entanto, à medida que os protestos se espalharam pelo país, seu escopo expandiu-se para incluir a oposição política ao regime teocrático do Irã e seu antigo Líder Supremo, Ali Khamenei. De acordo com o The Washington Post, cantos de manifestantes e ataques a prédios do governo derrubaram um sistema que tinha pouca tolerância a divergências, com alguns manifestantes gritando "Morte ao ditador!" - referindo-se ao Líder Supremo, o Aiatolá Ali Khamenei - e pedindo às forças de segurança para se juntarem a eles.
Os protestos marcam o mais intenso desafio interno ao governo Iraniano desde os protestos das eleições presidenciais de 2009. No entanto, esses protestos diferem do Movimento Verde Iraniano nos participantes, causas, objetivos e cantos. Ao contrário de 2009, os protestos de 2017 a 2018 continuam sem liderança e desorganizados. Enquanto alguns analistas sugerem que os protestos são o resultado de políticas econômicas desfavoráveis adotadas pela administração do Presidente Iraniano Hassan Rouhani, outros dizem que a insatisfação com o regime teocrático e com o Líder Supremo são as causas reais da agitação. Rouhani reconheceu em 8 de janeiro de 2018 que "as pessoas tinham demandas econômicas, políticas e sociais".
Segundo as autoridades Iranianas, os protestos tornaram-se violentos em algumas partes do país, e a televisão estatal Iraniana informou que os manifestantes atacaram as delegacias de polícia e o pessoal e as instalações militares, e iniciaram incêndios. Em 2 de janeiro de 2018, pelo menos vinte e um manifestantes e dois membros da força de segurança haviam sido mortos. Além disso, 3.700 manifestantes foram presos de acordo com Mahmoud Sadeghi, um legislador reformista de Teerã, embora os números oficiais fossem muito mais baixos. Em 5 de janeiro de 2018, quatro relatores especiais do Escritório do Alto Comissário das Nações Unidas para os Direitos Humanos instaram o governo Iraniano a reconhecer e respeitar os direitos dos manifestantes e acabar com o bloqueio da Internet.
Em uma reação contra os protestos, milhares de partidários do governo organizaram comícios pró-governo em mais de uma dezena de cidades em todo o Irã.